# Васильковский, Павел Игнатьевич
Павел Игнатьевич Васильковский (род. 1904, село Васильевка Полтавской губернии, теперь Кобеляцкого района Полтавской области — ?)  — украинский советский деятель, председатель исполнительного комитета Ровенской областной совета депутатов трудящихся. Депутат Верховного Совета УССР 2-го созыва.

## Биография
Родился в крестьянской семье. С юных лет батрачил у зажиточных крестьян.
Окончил Андреевскую сельскохозяйственную школу. С 1927 года работал председателем сельского совета на Полтавщине.
Член ВКП(б) с 1930 года.
В 1933-1936 годах — студент Харьковской высшей сельскохозяйственной школы.
В 1936-1938 годах — заместитель председателя, председатель исполнительного комитета Кобелякского районного совета депутатов трудящихся Полтавской области.
В 1938-1941 годах — заместитель начальника Полтавского областного земельного отдела; заместитель председателя исполнительного комитета Полтавского областного совета депутатов трудящихся.
Участник Великой Отечественной войны. Служил уполномоченным военных советов Сталинградского и Юго-Западного фронтов, занимался поставками продовольствия и снаряжения для Красной армии.
В 1943-1944 годах — заместитель председателя исполнительного комитета Полтавского областного совета депутатов трудящихся.
С февраля 1944 до 1949 года — глава исполнительного комитета Ровенского областного совета депутатов трудящихся.

## Награды
- орден Ленина (23.01.1948)
- орден Отечественной войны 2-й ст. (1.02.1945)
- медаль «За оборону Сталинграда»
- медаль «За победу над Германией в Великой Отечественной войне 1941-1945 годов»
- медаль «Партизану Отечественной войны» 1-й ст.
- медали